# Ferdinand Mathieu
Pour les articles homonymes, voir Mathieu.
Claude Ferdinand Mathieu est né le 19 mars 1819 à Coblence dans ce qui était alors la Prusse. Il est mort le 10 mars 1895 à Paris. Il est un ingénieur français diplômé de l'École centrale Paris, directeur des Ateliers de construction de Schneider et Cie où il a mis au point des méthodes de constructions innovantes pour les ouvrages d'art. Il a été député de Saône-et-Loire.

## Biographie

### Carrière chez Schneider etCie
Il a suivi les cours de l'École centrale Paris dont il est diplômé en 1838. Il est embauché à sa sortie de l'école comme ingénieur aux Ateliers de Construction des usines Schneider et Cie du Creusot dirigés alors par François Bourdon. En effet, dès 1837, à leur arrivée au Creusot, les frères Schneider avaient décidé d'augmenter la valeur ajoutée des produits de leur usine métallurgique en lui adjoignant des ateliers mécaniques. En 1839, les Schneider créent les chantiers de Chalon-sur-Saône pour la construction de bateaux métalliques pour la navigation fluviale.
Ferdinand Mathieu devient sous-directeur en 1844, ingénieur en chef, puis le chef des Ateliers de Construction en 1852, au départ de François Bourdon. Il dirige les ateliers situés au Creusot et à Chalon. Ceux du Creusot construisent des locomotives, des machines à vapeur pour la navigation fluviale et maritime, des machines pour l'industrie et les mines. À Chalon sont réalisés des bateaux utilisant les tôles et les profilés produits à l'usine métallurgique du Creusot.

### Schneider etCie
À la suite de la crise économiques des années 1848- 1850, les Ateliers de Construction s'étaient lancés sur le marché des ponts et des charpentes métalliques à partir de 1853. Le coup d'État du 2 décembre 1851 a amené la prise du pouvoir de Louis-Napoléon Bonaparte. Il impose à la Banque de France de libéraliser sa politique de crédit pour stimuler l'activité économique. Elle va alors placer une grande quantité d'obligations des compagnies de chemin de fer qui permettent de lancer la construction de nouvelles lignes. Eugène Schneider va alors se poser candidat en 1854 pour la régence de la Banque de France pour suivre cette évolution. Entre 1853 et 1863 les Ateliers de construction vont construire près de 450 ponts métalliques en France et à l'étranger. En 1857, au moment de la fusion des compagnies de chemin de fer de Paris à Lyon et de Lyon à Marseille pour former la compagnie des chemins de fer de Paris à Lyon et à la Méditerranée, Eugène Schneider entre à son conseil d'administration. La compagnie PLM va alors devenir un des clients privilégiés de Schneider et Cie et en particulier lui confier la construction de son premier pont, celui de Lyon-Vaise, puis un deuxième, celui de la Quarantaine sur la Saône à Lyon en 1855-1857. Schneider et Cie travaille tout autant pour les autres compagnies de chemin de fer, en particulier la Compagnie des chemins de fer de l'Ouest pour laquelle la société construit 15 ponts en 1863-1864, la compagnie du chemin de fer de Paris à Orléans. Au total 136 ponts entre 1864 et 1868. Le traité franco-britannique de libre-échange du 23 janvier 1860 a amené Eugène Schneider à lancer une opération de modernisation des usines du Creusot pour en augmenter la productivité. Il fait entreprendre la construction de la nouvelle usine des forges. La Grande Forge est un bâtiment de 360 m de long pour 100 m de large. Sa réalisation va permettre la mise au point de nouvelles techniques de construction qui seront réutilisées pour la construction des halls de gares de chemin de fer

### Ferdinand Mathieu et les innovations dans la construction des ouvrages d'art
Ferdinand Mathieu va alors participer de la réalisation de plusieurs ouvrages importants : le viaduc de Fribourg ou de Grandfey (1857-1862), en Suisse, le pont tournant de Brest (1858-1868), la charpente de la gare d'Austerlitz (1862-1867), à Paris. Cette dernière réalisation avait été précédée des réalisations d'un hangar à Bercy pour la Compagnie de chemin de fer Paris-Lyon, en 1857, de la gare de Civitavecchia en Italie, et la gare terminale d'Alicante en Espagne, en 1858 Dans le domaine des ponts métalliques, des machines hydrauliques et des canons, il a mis au point des méthodes de construction innovantes. Il a utilisé la méthode de lançage pour la construction et le mise en place du tablier du viaduc de Fribourg, procédé de construction qui lui a valu une médaille d'or à l'Exposition universelle de 1862. En 1863, l'administration des Ponts et Chaussées espagnole commande à Schneider et Cie un pont-route en fonte de 68 m de portée pour franchir le rio Cinca. Les contraintes du site imposent de construire ce pont à travée unique sans échafaudages. Il est alors réalisé en encorbellement simultanément à partir des deux rives pour se rejoindre à la clé. Il permet à l'entreprise de mettre au pont des procédés de construction qui ont été par la suite utilisés pour le viaduc du Malleco au Chili.

### Carrière politique
La grande grève du Creusot, en 1870, puis la guerre de 1870 va amener Eugène Schneider à soutenir la liste Thiers-Rolland-Changarnier-Pellissier-Mathieu aux élections du 8 février 1871. Ferdinand Mathieu est élu député de Saône-et-Loire en février 1871 et réélu en février 1876. Lors de la crise du 16 mai 1877, il est le seul député de Saône-et-Loire à soutenir le ministère de Broglie. Après la dissolution de la Chambre des députés, il n'est pas réélu en octobre 1877, battu par le républicain Émile Reyneau.
Il prend sa retraite en 1881.
Il meurt le 10 mars 1895 à son domicile du no 18 de la rue de la Pépinière à Paris. Après une cérémonie religieuse en l'église Saint-Augustin, il est inhumé le 13 mars au cimetière du Père-Lachaise (36e division),.